# Metaphycus beshearae
Metaphycus beshearae är en stekelart som först beskrevs av Gordh och Trjapitzin 1981.  Metaphycus beshearae ingår i släktet Metaphycus och familjen sköldlussteklar. Inga underarter finns listade i Catalogue of Life.